# Manuel Navarro (gobernador)
Manuel Navarro (Coneta, actual provincia de Catamarca, Virreinato del Río de la Plata, 1791 - San Fernando del Valle de Catamarca, Argentina, 3 de mayo de 1852) fue un político argentino, gobernador de la provincia de Catamarca y líder del partido federal de esa provincia.

## Inicios de su acción política
Quedó huérfano muy joven, y estudió en el colegio de los franciscanos de la capital provincial. En su juventud se dedicó a la agricultura y al comercio.
Se identificó con el partido federal de su provincia, y desde 1822 fue diputado provincial. Fue uno de los autores de la primera constitución de la provincia. Apoyó al partido federal, y especialmente al gobernador Marcos Antonio Figueroa, a lo largo de las guerras civiles argentinas, y estuvo exiliado en Chile durante el período unitario, alrededor del año 1830.
Volvió a la legislatura en 1831. Fue un firme apoyo del gobernador Valentín Aramburu, quien lo nombró su gobernador delegado por unas semanas.

## Primer gobierno
En mayo de 1833, Aramburú fue derrocado por el coronel Felipe Figueroa, hijo de Marcos Figueroa, y le sucedió Pedro Alejandrino Centeno como interino.
Pero el mismo coronel Figueroa llamó a un plebiscito, por el que fue elegido Manuel Navarro, al que el coronel consideraba un fiel servidor suyo. Navarro ascendió a Figueroa al grado de general, lo nombró comandante de campaña y le encargó organizar el ejército del oeste de la provincia. De esta manera se sacó de encima a Figueroa, y pronto se hizo nombrar interino por el resto del mandato de Aramburú. Más tarde se hizo elegir titular por dos años más. Hizo un gobierno moderado, poniendo algo de orden en las cuentas públicas y organizando algunas escuelas.
Una invasión de los unitarios desde Bolivia alarmó al gobernador tucumano Alejandro Heredia, que pidió ayuda a las provincias vecinas. Navarro quiso mantenerse aparte del problema, de modo que puso condiciones y retrasos. Figueroa, en cambio, se negó firmemente. Esperaba dominar con eso a Navarro, pero en cambio se atrajo la ira de Heredia; este invadió el oeste de la provincia y atacó a Figueroa, venciéndolo en septiembre de 1835 en el combate del Chiflón. En realidad, Heredia no había atacado a Navarro sino a Figueroa, pero este protestó porque se había invadido su provincia.
Felipe Heredia, hermano del caudillo tucumano, se trasladó hasta Catamarca, donde Navarro intentó resistir, pero fue abandonado por su pequeño ejército provincial. Dejó la capital y fue depuesto por la temerosa legislatura, reemplazándolo por el riojano Fernando Villafañe, que oficiaba de títere de Heredia.
Navarro pasó los años siguientes en un segundo plano, mientras el gobernador José Cubas tomaba el partido contrario al poderoso gobernador Juan Manuel de Rosas, y veía su provincia invadida cuatro veces sucesivas por los ejércitos porteños.

## Segundo gobierno
Después de la derrota definitiva y muerte de Cubas, a fines de 1841, Navarro regresó a la legislatura, y fue uno de los electores del gobernador Santos Nieva y Castilla, un militar sin mucha capacidad, aunque de ilustres antepasados catamarqueños. Este se mantuvo casi cinco años en el gobierno gracias a su ejército, que respondía al general Eusebio Balboa.
A fines de 1845, Nieva disolvió la legislatura e intentó independizarse de Balboa. Este simplemente lo derribó y llamó nuevamente al congreso provincial, que eligió gobernador a Manuel Navarro.
Fueron sus ministros el cura Centeno, exgobernador, y el abogado Pedro José Segura, futuro gobernador. Se hizo conceder varias veces las "facultades extraordinarias", que equivalen al "estado de sitio", pero no parece haber abusado de ellas.
Hizo un gobierno ordenado, se mantuvo leal a Rosas y alejado de problemas, sobre todo porque la economía de la provincia no le permitía embarcarse en aventuras. Impulsó el comercio con Chile a través de paso de San Francisco y abrió mejores caminos entre los pueblos de la provincia.
Mantuvo buenas relaciones con las órdenes religiosas, y recién en 1848 accedió a la exigencia de Rosas de que expulsara a los jesuitas. Con las instalaciones de éstos, sus planes de estudios y sus maestros, abrió el Colegio Patriótico Federal.
Al estallar el Pronunciamiento de Urquiza, vigiló las posibles actividades de los unitarios y se esforzó por que los exiliados no entraran al país por su provincia. Como los demás gobiernos de provincias, declaró "loco, traidor y fuera de la ley" al entrerriano.

## Fallecimiento
Al llegar la noticia de la batalla de Caseros — con la victoria de Urquiza y la completa desaparición política de Rosas y sus partidarios — a fines de febrero, la legislatura dio un voto de gracias a Urquiza. Recibió al enviado de este, Bernardo de Irigoyen, que lo invitó a la reunión en San Nicolás de los Arroyos. Se preparó para el viaje, consiguió el permiso de la legislatura para hacerlo y firmar acuerdos y delegó el mando.
Pero enfermó de gravedad, y nunca alcanzó a salir de viaje; ni siquiera alcanzó a firmar el decreto de entrega del poder, que debió firmar por poder su hijo, el futuro general Octaviano Navarro. Unos días más tarde, falleció en su casa de la capital provincial.
La legislatura dio plenos poderes al general Urquiza para firmar el Acuerdo de San Nicolás en nombre de la provincia de Catamarca.
Su hijo Octaviano fue gobernador y general, y se mantuvo leal al Partido Federal mientras pudo. Más tarde, con la victoria de los liberales de Mitre, se acomodó a la nueva situación.